# ゴーデガ・ディ・サントゥルバーノ
ゴーデガ・ディ・サントゥルバーノ（伊: Godega di Sant'Urbano）は、イタリア共和国ヴェネト州トレヴィーゾ県にある、人口約5,900人の基礎自治体（コムーネ）。

## 地理

### 位置・広がり

#### 隣接コムーネ
隣接するコムーネは以下の通り。
- コドニェ
- コッレ・ウンベルト
- コルディニャーノ
- ガイアリーネ
- オルサーゴ
- サン・フィオール

### 気候分類・地震分類
気候分類では、zona E, 2449 GGに分類される。
また、イタリアの地震リスク階級 (it) では、zona 2 (sismicità media) に分類される。

## 姉妹都市
- L'Isle-en-Dodon、フランス 2006年